# Microbiologia forense
A microbiologia forense é um ramo da biologia forense que está ligada a outras áreas como a bioquímica, genética, paleontologia e a própria biologia molecular. A microbiologia forense permite identificar a presença de microrganismos em cadáveres e assim poder determinar se a causa da morte foi infecciosa ou não. Permite saber quais microrganismos estão envolvidos nos processos relacionados à decomposição dos cadáveres, facilitando a determinação do alcance temporal da morte. Além de desempenhar papel importante ao determinar os possíveis agentes biológicos usados em ataques terroristas e proteger a população destes possíveis ataques. Diferente da epidemiologia, a microbiologia forense deve mostrar resultados que resistem ao exame científico detalhado.
Ela pode ser aplicada em diversos ramos: bioterrorismo, crimes sexuais, decomposição cadavérica/Postmortem, paleomicrobiologia, perfil de DNA.

## Histórico
Mesmo sendo uma área pouco conhecida e desenvolvida, existem relatos de que já era praticada há muito tempo:
- Na Roma antiga, por exemplo, eram jogadas carniças nos poços para contaminar os reservatórios de água dos inimigos;

- Ao longo do século XIV, durante a epidemia de peste bubônica, os corpos das vítimas eram lançados em catapultas, de modo a serem utilizados como armas;

- Durante a Segunda Guerra Mundial, o Japão lançou sobre a China, pulgas criadas em laboratórios, contaminadas com Yersinia pestis;

- Casos de Antraz nos EUA em 2001.[3]

## Aplicações

### Bioterrorismo
De acordo com o CDC  (Centro de controle e prevenção de doenças dos Estados Unidos) bioterrorismo é a disseminação deliberada de agentes biológicos, como bactérias e vírus, utilizados com o propósito de causar doença ou morte em populações humanas, animais ou plantas. Esses agentes são normalmente encontrados na natureza, mas também podem ser oriundos de modificações genéticas, por meio da tecnologia do DNA recombinante, alterando características como: virulência, patogenicidade, resistência a drogas e forma de transmissão.
O bioterrorismo está relacionado a pequenos grupos ou indivíduos que têm como objetivo prejudicar outros indivíduos, utilizando meios mais simples para disseminação dos agentes biológicos. O número de mortes indiscriminadas e a falta de controle sobre os agentes biológicos disseminados no ambiente são os principais instrumentos do bioterrorismo.
O caso mais famoso foi o ataque causado pela Bactéria Bacillus anthracis causadora da doença Antraz que foram enviados pelo correio e aconteceram depois dos ataques de 11 de setembro. Transformando o campo da microbiologia forense como uma arma contra o bioterrorismo.
O antraz é uma doença infecciosa causada pela bactéria Bacillus Anthracis. A bactéria pode ser naturalmente encontrada no sol, geralmente afeta animais domésticos e silvestres ao redor do mundo. O antraz não é contagioso. A contaminação acontece quando os esporos do antraz entram no corpo humano, caso sejam “ativados”, a bactéria pode se multiplicar, propagar-se pelo corpo, produzir toxinas e causar uma doença grave. Isso pode acontecer quando as pessoas inspiram os esporos, ingerem comida ou água contaminadas, ou quando os esporos penetram a pele através de um corte ou arranhão.
Tipos de antraz – O tipo de doença que a pessoa desenvolve depende de como o antraz entra no corpo, todos os tipos de antraz podem propagar pelo corpo e levar a óbito se não forem tratados com antibióticos. Os tipos são: antraz cutâneo; antraz por inalação; antraz gastrointestinal e antraz por injeção.
Após os ataques de 11 de setembro, dois escritórios de senadores dos EUA e redações de jornais dos EUA receberam cartas anônimas contendo apenas um pó branco, que quando inalado podia levar o individuo contaminado a morte em dias. Todas as cartas continham o selo de uma cidade em Nova Jersey.
A forma em pó permitiu que o antraz flutuasse no ar e fosse inalado. O pó dessas cartas contaminou as instalações postais através das quais foram processadas como bem como os edifícios onde foram inaugurados.
Ao total foram 22 vitimas, onde onze pessoas foram contaminadas pelo antraz inalatório e as outras onze contaminadas por antraz cutâneo. Cinco das vitimas morreram, todas tinham contraído o antraz por inalação, a forma mais grave da doença. 
Sete anos após o ocorrido, o FBI chegou à conclusão de que o culpado por esses ataques foi o cientista Bruce Edwards Ivins, que trabalhava nos laboratórios de biodefesa do governo dos Estados Unidos. Ivins se suicidou no ano de 2007.

### Crimes sexuais
São crimes nos quais a vitima é sexualmente violentada, em que o agressor pode infectá-la com bactérias e vírus, causando as ISTs (infecções sexualmente transmissíveis). Através de exames microbiológicos (com amostras colhidas nas vitimas de tais crimes), é possível identificar o agressor e contribuir com decisão judicial de condená-lo na maioria dos casos. São realizados exames em busca de ISTs. Tal procedimento deve ser realizado por profissionais capacitados, as coletas de amostras devem ser através do sangue ou via anal, vaginal ou oral, assim como a frequência em que os exames serão realizados, uma vez que variam de cada IST. 

### Decomposição cadavérica/Postmortem
A microbiologia forense também é utilizada na estimativa do intervalo de postmortem (IPM), e relatar a atividade microbiona em diversos estágios da decomposição cadavérica. 
Após a morte, o corpo sofre alterações tanto em sua composição química quanto física, o que pode ser útil para realizar uma estimativa do IPM. Quanto mais cedo for realizada a estimativa, mais precisa ela se torna. Quando um corpo se decompõe, a atividade microbiana e bioquímica resulta numa sequência de estados de decomposição.
O microbioma humano  tem papel fundamental na decomposição dos tecidos postmortem. A sucessão postmortem das comunidades microbianas é tida como possível método para estimar o IPM, para análises forenses.  Após a morte, a putrefação ocorre, sendo um processo complexo que abrange a degradação química e autólise das células. O processo de decomposição é influenciado por fatores bióticos (a individualidade do cadáver, bactérias, insetos) e fatores abióticos (temperatura, presença de vegetação, umidade), dependendo de um cenário ecológico específico. Qualquer alteração no ecossistema pode influenciar a decomposição, sendo essencial que a interação desses fatores seja compreendida. 
A presença de adipocera  (cera cadavérica) pode atrasar a decomposição dos tecidos subjacentes, tornando mais difícil de estimar o IPM. Ainda há a estimativa de intervalo se submersão Postmortem (ISPM), sendo o intervalo de tempo em que os cadáveres ou restos encontram-se completamente ou parcialmente submersos. Não existem métodos padrão para tal intervalo. Entretanto, a salinidade, nutrientes e parâmetros da qualidade da água são também fatores importantes a considerar para a realização da estimativa.

#### Micologia Forense
A micologia forense é um termo relativamente recente usado para descrever as espécies de fungos presentes ao redor de cadáveres humanos, e colônias fúngicas úteis para estabelecer o IPM. Fungos esses que normalmente não colonizam tecidos vivos. Como os fungos facilitam os processos iniciais da decomposição, as colônias de fungos encontradas em cadáveres humanos podem fornecer indicações do tempo decorrido desde a morte. No entanto, qualquer estimativa depende identificação precisa do fungo encontrado, além dos métodos de armazenamento do corpo e da disponibilidade de dados sobre a temperatura e a umidade do local.

### Paleomicrobiologia
A paleomicrobiologia é uma disciplina emergente das ciências forenses, importante para a história e a medicina, ela visa à detecção, identificação e caracterização de microrganismos (vírus, bactérias e parasitas) em cadáveres expostos ou mumificados. A paleomicrobiologia tem uma expansão e desenvolvimento consideráveis, por conta dos avanços nos métodos de análise microbiana, permitindo um acesso a evolução da história em termos alimentares e em termos de saúde humana.
A paleomicrobiologia mostra que o cálculo dentário é uma fonte de alta qualidade, contém células bacterianas calcificadas onde é possível encontrar dados para estudos da saúde humana atual e no passado. Os dados arqueológicos mostram uma abordagem de investigação da ecologia e evolução microbiana oral. 
A paleomicrobiologia apresenta uma expansão e desenvolvimento consideráveis, graças aos avanços nos métodos de análise microbiana, podendo permitir um acesso a evolução da história tanto a em termos alimentares como em termos de saúde humana.

### Perfil de DNA
A microbiologia forense atua no perfil de DNA ao utilizar marcadores biológicos presentes em toda a matéria viva. Esses marcadores, conhecidos como “microssatélites”, identificam padrões no DNA onde é possível determinar diversas informações, desde a identidade individual de uma pessoa até a ligação direta entre dois surtos aparentemente diferentes de intoxicação alimentar em diferentes partes do país.Esses marcadores podem ser utilizados em investigações genéticas como, por exemplo, identificação de clones, paternidade, estimativas de diversidade, fluxo gênico, taxa de cruzamento, parentesco e na construção de mapas genéticos. São capazes de identificar espécies, independente do estado de vida do animal. 
É utilizada para rastrear indivíduos em áreas específicas. Com o auxilio dos padrões de migração de grupos étnicos já mapeados por meio da análise de DNA de modo que ajudem os cientistas forenses a identificar a origem étnica de um suspeito. É usado para determinar como o mesmo DNA reage a diferentes contágios, utilizando gêmeos idênticos para esse fim.